# Torneo olímpico juvenil de fútbol masculino Nankín 2014
El torneo de fútbol masculino fue una disciplina deportiva en los II Juegos Olímpicos de la Juventud de Nankín 2014, y estos se realizaron entre el 15 y el 27 de agosto de 2014.

## Sede
El Estadio de Wutaishan fue el estadio que albergó esta competición, tiene capacidad para 18 600 espectadores. Fue construido en 1953.

## Equipos participantes
Los participantes fueron 6, uno por confederación, y de acuerdo con el reglamento de los Juegos Olímpicos de la Juventud, las selecciones participantes eran sub-15, es decir, jugadores entre 14 y 15 años. Todas las confederaciones fueron representadas como mínimo por un país.
La FIFA dio a conocer a los equipos participantes:
En cursiva, los debutantes:
| Confederación                            | Equipo        | Vía de clasificación                                                                              | Día de clasificación    |
| ---------------------------------------- | ------------- | ------------------------------------------------------------------------------------------------- | ----------------------- |
| UEFA (Europa)                            | Islandia      | Campeón del Campeonato Clasificatorio de la UEFA para los Juegos Olímpicos de la Juventud de 2013 | 21 de octubre de 2013   |
| Conmebol (Sudamérica)                    | Perú          | Campeón del Campeonato Sudamericano Sub-15 de 2013                                                | 30 de noviembre de 2013 |
| Concacaf (Norte, Centroamérica y Caribe) | Honduras      | Campeón del Campeonato Sub-15 de la Concacaf de 2013                                              | 25 de agosto de 2013    |
| AFC (Asia)                               | Corea del Sur | Medalla de oro en los Juegos Asiáticos de la Juventud 2013                                        | 23 de agosto de 2013    |
| CAF (África)                             | Cabo Verde    | Invitación                                                                                        |                         |
| OFC (Oceanía)                            | Vanuatu       | Invitación                                                                                        |                         |

## Listado de árbitros
Un total de 6 árbitros y 12 árbitros de asistentes fueron designados por la FIFA para el torneo.
| Confederación | Árbitros           | Árbitros asistentes              |
| ------------- | ------------------ | -------------------------------- |
| AFC           | Fu Ming            | Cao Yi Ma Ji                     |
| CAF           | Maguette Ndiaye    | Jerson Dos Santos Elvis Noupue   |
| CONCACAF      | Ricardo Montero    | Marco Diaz Geovany García        |
| CONMEBOL      | Daniel Fedorczuk   | Eduardo Cardozo Luis Murillo     |
| OFC           | Abdelkader Zitouni | Paul Ahupu Terry Piri            |
| UEFA          | Sascha Amhof       | Alain Heiniger Remigius Zgraggen |

## Primera fase

### Grupo A
| Equipo   | PJ | PG | PE | PP | GF | GC | Dif | Pts |
| -------- | -- | -- | -- | -- | -- | -- | --- | --- |
| Perú     | 2  | 2  | 0  | 0  | 5  | 2  | +3  | 6   |
| Islandia | 2  | 1  | 0  | 1  | 6  | 2  | +4  | 3   |
| Honduras | 2  | 0  | 0  | 2  | 1  | 8  | –7  | 0   |

| 15 de agosto de 2014, 18:00 | Honduras | 0:5 (0:2) | Islandia                                                                                    | Jiangning Sports Center, Nankín                              |                                                              |
|                             |          | Reporte   | 15' Kolbeinn Birgir Finnsson · 40+1' Aron Kari Adalsteinsson · 41' 59' 73' Helgi Gudjonsson | Asistencia: 8312 espectadores Árbitro(s): Abdelkader Zitouni | Asistencia: 8312 espectadores Árbitro(s): Abdelkader Zitouni |

| 18 de agosto de 2014, 18:00 | Islandia                      | 1:2 (0:2) | Perú                                                | Jiangning Sports Center, Nankín                   |                                                   |
|                             | Torfi Timoteus Gunnarsson 42' | Reporte   | 4' (a.g.) Kristofer Kristinsson · 26' Martín Távara | Asistencia: 9653 espectadores Árbitro(s): Fu Ming | Asistencia: 9653 espectadores Árbitro(s): Fu Ming |

| 21 de agosto de 2014, 18:00 | Perú                                                                            | 3:1 (2:0) | Honduras          | Jiangning Sports Center, Nankín                           |                                                           |
|                             | Franklin Gil 34' (pen.) · Christopher Olivares 37' (pen.) · Darwin Meléndez 74' | Reporte   | 74' Alex Laureano | Asistencia: 8466 espectadores Árbitro(s): Ndiaye Maguette | Asistencia: 8466 espectadores Árbitro(s): Ndiaye Maguette |

### Grupo B
| Equipo        | PJ | PG | PE | PP | GF | GC | Dif | Pts |
| ------------- | -- | -- | -- | -- | -- | -- | --- | --- |
| Corea del Sur | 2  | 2  | 0  | 0  | 14 | 0  | +14 | 6   |
| Cabo Verde    | 2  | 1  | 0  | 1  | 7  | 6  | +1  | 3   |
| Vanuatu       | 2  | 0  | 0  | 2  | 1  | 16 | -15 | 0   |

| 15 de agosto de 2014, 20:45 | Cabo Verde | 0:5 (0:3) | Corea del Sur                                                                 | Jiangning Sports Center, Nankín                            |                                                            |
|                             |            | Reporte   | 4' Gyuhyeong Kim · 23' Wooyeong Jeong · 36' 69' Hwimin Joo · 59' Seongjun Kim | Asistencia: 8312 espectadores Árbitro(s): Daniel Fedorczuk | Asistencia: 8312 espectadores Árbitro(s): Daniel Fedorczuk |

| 18 de agosto de 2014, 20:45 | Corea del Sur                                                                                       | 9:0 (4:0) | Vanuatu | Jiangning Sports Center, Nankín                           |                                                           |
|                             | Wooyeong Jeong 10' · Gyuhyeong Kim 14' 26' 31' 59' · Benson Rarua 53' (a.g.) · Jiyong Lee 68' 80+1' | Reporte   |         | Asistencia: 9653 espectadores Árbitro(s): Ricardo Montero | Asistencia: 9653 espectadores Árbitro(s): Ricardo Montero |

| 21 de agosto de 2014, 20:45 | Vanuatu           | 1:7 (1:4) | Cabo Verde | Jiangning Sports Center, Nankín                        |                                                        |
|                             | Jules Bororoa 11' | Reporte   | 2' Kenny Nascimento Gomes · 6' (pen.) 72' Andradino Moniz Garcia · 8' 19' 58' Ricardo da Luz Fortes · 67' Kelvin Delgado Medina | Asistencia: 8466 espectadores Árbitro(s): Sascha Amhof | Asistencia: 8466 espectadores Árbitro(s): Sascha Amhof |

## Segunda fase
|  | Semifinales   | Semifinales   |   |            | Final     | Final |  |
|  |               |               |   |            |           |       |  |
|  |               |               |   |            |           |       |  |
|  |               |               |   |            |           |       |  |
|  | Perú          | 3             |   |            |           |       |  |
|  | Cabo Verde    | 1             |   |            |           |       |  |
|  |               |               |   |            |           |       |  |
|  |               |               |   |            |           |       |  |
|  |               |               |   |            | Perú      | 2     |  |
|  |               | Corea del Sur | 1 |            |           |       |  |
|  |               |               |   |            |           |       |  |
|  |               |               |   |            |           |       |  |
|  |               |               |   |            | 3º puesto |       |  |
|  |               |               |   |            |           |       |  |
|  | Corea del Sur | 1 (3)         |   | Cabo Verde | 0         |       |  |
|  | Islandia      | 1 (1)         |   |            | Islandia  | 4     |  |

### Partido por el 5° lugar
| 25 de agosto de 2014, 18:00 | Honduras                                       | 5:0 (4:0) | Vanuatu | Jiangning Sports Center, Nankín                              |                                                              |
|                             | Diego 2' · Laureano 15' · Santos 21' 40+1' 64' | Reporte   |         | Asistencia: 8102 espectadores Árbitro(s): Abdelkader Zitouni | Asistencia: 8102 espectadores Árbitro(s): Abdelkader Zitouni |

### Semifinales
| 24 de agosto de 2014, 18:00 | Perú                                                           | 3:1 (0:1) | Cabo Verde   | Jiangning Sports Center, Nankín                             |                                                             |
|                             | Gil 49' (pen.) · Fabio 57' (a.g.) · Fernando Pacheco Rivas 63' | Reporte   | 2' Andradino | Asistencia: 12 201 espectadores Árbitro(s): Ricardo Montero | Asistencia: 12 201 espectadores Árbitro(s): Ricardo Montero |

| 24 de agosto de 2014, 20:45 | Corea del Sur                        | 1:1 (0:0; 1:1, 1:1) (t. s.)(3:1 p.) | Islandia                                                                    | Jiangning Sports Center, Nankín                              |                                                              |
|                             | 63' Hoo                              | Reporte                             | Gudjonsson 60'                                                              | Asistencia: 12 201 espectadores Árbitro(s): Daniel Fedorczuk | Asistencia: 12 201 espectadores Árbitro(s): Daniel Fedorczuk |
|                             |                                      | Tiros desde el punto penal          |                                                                             |                                                              |                                                              |
|                             | Sangsu Lee · Hwimin Hoo · Mingyu Kim |                                     | Kolbeinn Finnsson · Alex Thor Hauksson · Helgi Gudjonsson · Torfi Gunnarson |                                                              |                                                              |

### Tercer lugar
| 27 de agosto de 2014, 18:00 | Cabo Verde | 0:4 (0:3) | Islandia                                                                 | Jiangning Sports Center, Nankín                     |                                                     |
|                             |            | Reporte   | 14' (pen.) Finnsson · 40' Gunnarsson · 42' (a.g.) Brito · 61' Gudjonsson | Asistencia: 15 603 espectadores Árbitro(s): Fu Ming | Asistencia: 15 603 espectadores Árbitro(s): Fu Ming |

### Final
| 27 de agosto de 2014, 20:45 | Perú                                 | 2:1 (1:1) | Corea del Sur | Jiangning Sports Center, Nankín                          |                                                          |
|                             | Gil 41' · Fernando Pacheco Rivas 55' | Reporte   | 15' Wooyeong  | Asistencia: 15 603 espectadores Árbitro(s): Sascha Amhof | Asistencia: 15 603 espectadores Árbitro(s): Sascha Amhof |

| Medalla de oro           |
| Bandera de Perú          |
| Campeón Perú 1.er título |

## Clasificación final
| Equipo | Equipo        | PJ | PG | PE | PP | GF | GC | Dif | Pts |
| ------ | ------------- | -- | -- | -- | -- | -- | -- | --- | --- |
| 1      | Perú          | 4  | 4  | 0  | 0  | 10 | 4  | +6  | 12  |
| 2      | Corea del Sur | 4  | 2  | 1  | 1  | 16 | 3  | +13 | 7   |
| 3      | Islandia      | 4  | 2  | 1  | 1  | 11 | 3  | +8  | 7   |
| 4      | Cabo Verde    | 4  | 1  | 0  | 3  | 8  | 13 | –5  | 3   |
| 5      | Honduras      | 3  | 1  | 0  | 2  | 6  | 8  | –2  | 3   |
| 6      | Vanuatu       | 3  | 0  | 0  | 3  | 1  | 21 | –20 | 0   |

## Goleadores
5 goles
- Helgi Gudjonsson
- Kim Gyuhyeong

3 goles
- Andradino Moniz Garcia
- Ricardo da Luz Fortes
- Mikel Santos
- Franklin Gil
- Jeong Woo-yeong
- Joo Hwimin
- Lee Jiyong

2 goles
- Alex Laureano
- Kolbeinn Finnsson
- Torfi Gunnarsson
- Fernando Pacheco

1 gol
- Kelvin Delgado Medina
- Kenny Nascimento Gomes
- Darwin Diego
- Aron Kari Adalsteinsson
- Quilian Meléndez
- Christopher Olivares
- Martín Távara
- Kim Seongjun
- Jules Bororoa

2 autogoles
- Fabio Ramos de Brito (jugando contra Islandia y Perú)

1 autogol
- Kristófer Kristinsson (jugando contra Perú)
- Benson Rarua (jugando contra Corea del Sur)